# Вавилина, Надежда Дмитриевна
Наде́жда Дми́триевна Вави́лина (род. 24 августа 1952, с. Петропавловское, Алтайский край, СССР) — советский и российский историк и социолог. Кандидат исторических наук, доктор социологических наук, доцент.
Ректор Нового сибирского института.
Член Общественной палаты Российской Федерации (2006—2012). Эксперт Общественной палаты Российской Федерации (2011—2015).

## Биография
Родилась 24 августа 1952 года в селе Петропавловское Алтайского края.
Окончила среднюю школу села Шебалино.
В 1975 году окончила историческое отделение гуманитарного факультета Новосибирского государственного университета по специальности «история».
Работала ассистентом кафедры истории КПСС и философии Горно-Алтайского государственного педагогического института.
С 1977 года преподавала на кафедре истории КПСС Новосибирского государственного электротехнического института.
В 1982 году защитила диссертацию на соискание учёной степени кандидата исторических наук по теме «Деятельность партийных организаций Западной Сибири по подъёму культурно-технического уровня рабочих машиностроительной промышленности в девятой пятилетке (1971—1975 гг.)».
С 1992 года — заведующая кафедрой социологии и социальной политики Сибирской академии государственной службы.
С 1997 года — ректор Нового сибирского института.
В 2000 году в Российской академии государственной службы при Президенте Российской Федерации защитила диссертацию на соискание учёной степени доктора социологических наук по теме «Бедность в России как социальное явление и социальная проблема: социологические аспекты» (Специальность — 22.00.04 «Социальная структура, социальные институты и процессы»). Научный консультант — доктор философских наук, профессор Ж. Т. Тощенко. Официальные оппоненты — член-корреспондент РАН, доктор исторических наук, профессор Ю. В. Арутюнян, доктор философских наук, профессор З. Т. Голенкова, доктор экономических наук, профессор Н. М. Римашевская. Ведущая организация — Новосибирский государственный университет.
В 2003 году возглавила Новосибирский региональный общественный фонд «Социум».
В 2006—2012 годах — член Общественной палаты Российской Федерации: член Комиссии Общественной палаты по региональному развитию, член Комиссии Общественной палаты по экономическому развитию и поддержке предпринимательства, член с правом совещательного голоса Комиссии Общественной палаты по науке и инновациям, член с правом совещательного голоса по развитию благотворительности и волонтёрства, член с правом совещательного голоса Комиссии Общественной палаты по развитию образования.
Профессор кафедры социальной работы и социальной антропологии Новосибирского государственного технического университета.
Профессор кафедры социологии и менеджмента Нового сибирского института.
Член Президиума Новосибирского отделения движения «Женщины России».
Замужем, имеет двоих детей.

## Научная и общественная деятельность

Н. Д. Вавилина в 2016 году на форуме «Бирюса»

Н. Д. Вавилина проводит большую научную работу. Автор более 50 крупных научных трудов. Итоги её социологических исследований воплощаются в определённые рекомендации и затем используются в государственном управлении. Так например на основе проведённых Н. Д. Вавилиной социологических исследований разработана концепция реформы социальной защиты населения в Новосибирской области, а также созданы такие целевые программы как «Молодёжь Новосибирской области», в состав федеральной целевой программы «Сибирь» внедрён раздел «Социальная политика». Ей проводились научно-практические разработки для Кемеровской области, Красноярского края, Республики Алтай и Томской области.
Была участником создании народного университета под названием «Продленная зрелость» для проживающих в Новосибирской области пенсионеров и инвалидов. Воплотила в жизнь проект «Клиника психического здоровья»: консультация для детей, родителей и семей, которые имеют сложности с общением и коммуникацией. Принимала участие в разработке ряда законопроектов Законодательного Собрания Новосибирской области: «О молодёжной политике», «Об Общественной палате Новосибирской области», «О приёмной семье», «О защите прав ребенка». Занималась подготовкой экспертных заключений на следующие региональные целевые программы: «Социальная защита населения в Новосибирской области», «Нравственное и патриотическое воспитание молодёжи», «Социальная поддержка инвалидов на территории Новосибирской области». Разрабатывала новую модель социальной политики в Новосибирской области. Принимала участие в подготовке докладов по социальной тематике для съездов межрегионального общественного объединения «Сибирский народный собор»: «Гражданское общество: от взаимодействия к сотрудничеству» и «Сибирская семья: демографические и социальные проблемы».

## Награды
- Почётная грамота Новосибирского областного Совета депутатов «за многолетний добросовестный труд в системе высшего образования, плодотворную педагогическую и научную деятельность и активное участие в общественно-политической жизни Новосибирской области» (2002)[1]
- Благодарность Новосибирского областного Совета депутатов «за многолетний добросовестный труд и большой вклад в развитие службы социальной защиты населения» (2002)[1]
- Благодарственное письмо Комитета по делам молодёжи Администрации Новосибирской области «за активную плодотворную работу в экспертной комиссии областного конкурса „Признание молодёжи“» (2003)[1]
- Благодарность администрации Новосибирской области «за многолетний труд, активное участие в развитии службы социального развития населения» (2004)[1]
- Медаль Кемеровской области «За веру и добро» «за благотворительную деятельность, достижения в науке, а также в сфере образования и культуры, за активную общественную деятельность» (2005)[1]
- Грамота департамента труда и социального развития Новосибирской области «за большой вклад в развитие системы социальной защиты населения» (2006)[1]
- Благодарность Администрации Новосибирской области «за активное участие в реализации областной целевой программы „Развитие туризма Новосибирской области на 1998—2007 годы“» (2007)[1]

## Научные труды

### Монографии
- Вавилина Н. Д., Виноградов С. Б., Вольский А. Н., Добровольский А. В. Социальный мир молодёжи / Ком. по делам молодёжи при Администрации Новосиб. обл., Новый Сиб. ун-т. — Новосибирск: Изд-во СО РАН, 1999. — 208 с.
- Вавилина Н. Д. Бедность в России как социальное явление и социальная проблема / Рос. акад. гос. службы при Президенте Рос. Федерации, Сиб. акад. гос. службы. — Новосибирск: СибАГС, 2000. — 510 с.
- Шмаков В. С., Вавилина Н. Д., Дунаев В. Ю. Социальная политика: модели и стратегии / Российская акад. наук, Сибирское отд-ние, Ин-т философии и права, М-во образования и науки Респ. Казахстан, Ин-т философии и политологии. — Новосибирск: Институт философии и права СО РАН, 2007. — ISBN 978-5-98901-006-6.
- Вавилина Н. Д., Кашин Д. Л., Мельникова О. О., Рыкун А. Ю., Южанинов К. М. Глава 3. Креативные локусы Сибири // Креативная лаборатория: диалог творческих практик: Монография / Ред.-сост. О. А. Карлова. — М.: Академический проект, 2009. — С. 199—337. — 476 с. — (Технологии культуры). — 1000 экз. — ISBN 978-5-8291-1108-3.

### Учебные пособия
- Вавилина Н. Д. Социологическое исследование в государственном и муниципальном управлении: Учебное пособие для слушателей ФПС и ФПК / Рос. акад. гос. службы при Президенте РФ, Сиб. акад. гос. службы. — Новосибирск: СибАГС, 1998. — 143 с.
- Вавилина Н. Д., Константинова Л. В., Кузьмен О. В. Социальная политика государства : Учебное пособие / Отв. ред. О. В. Кузьмен; Рос. акад. гос. службы при Президенте Рос. Федерации, Сиб. акад. гос. службы. — Новосибирск: СибАГС, 2003. — 636 с. — 500 экз. — ISBN 5-8036-0149-7.
- Вавилина Н. Д., Демидов В. В., Папело В. Н., Храпов В. Н. Исследование социально-экономических и политических процессов: Учеб.-метод. комплекс для дистанц. обучения по спец. 060100 „Гос. и муницип. упр. в туризме“ / Рос. акад. гос. службы при Президенте Рос. Федерации, Сиб. акад. гос. службы, Ин-т переподгот. специалистов. — Новосибирск: СибАГС, 2004. — 151 с.

### Статьи
на русском языке
- Вавилина Н. Д. «Нормальное» управление в кризисном обществе // Социальное самочувствие населения: оценки и прогнозы. — Новосибирск, 1993. — С. 24—43.
- Вавилина Н. Д. Отношение респондентов к властным структурам и социальным институтам // Диагностика предвыборной ситуации. — Новосибирск, 1994. — С. 23—53.
- Вавилина Н. Д., Вольский А. Н. Политические ориентации населения и возможности их прогнозирования (по материалам эмпирических исследований) // Третья Научная сессия. Человек и реформы в российском обществе: мифы и реальность. — 1995. — С. 73—81.
- Вавилина Н. Д., Схеп Г. Я. Основные итоги развития системы социальной защиты населения Новосибирской области // Теория и практика социальной защиты. Материалы международной конференции. 18-19 марта 1997. — Новосибирск, 1997.
- Вавилина Н. Д. Социальная работа с социально-девиантными группами // Социальная работа. Опыт. Поиск. Перспективы. — Новосибирск, 1997.
- Вавилина Н. Д., Вольский А. Н. Социальное картографирование как метод управления социальной защитой // Теория и практика социальной защиты. Материалы международной конференции. 18-19 марта 1997 года. — Новосибирск, 1997.
- Вавилина Н. Д., Вольский А. Н. Социальная ситуация в сибирских регионах // Финансы в Сибири. — 1997. — № 11.
- Вавилина Н. Д., Вольский А. Н. Общественное согласие на весах социологии // Финансы в Сибири. — 1998. — № 4.
- Вавилина Н. Д., Вольский А. Н. Технология социального картографирования и социальная защита населения // Социальная философия и социальная инженерия. — Новосибирск, 1998.
- Вавилина Н. Д., Вольский А. Н. Основные тенденции социального развития Сибири и социальная политика государства // Сборник научных статей СибАГС. — Новосибирск: СибАГС, 1999.
- Вавилина Н. Д. Социальные ресурсы саморазвития общества // Материалы первой научной конференции преподавателей и студентов «Наука. Университет. 2000». — Новосибирск, 2000.
- Вавилина Н. Д. Это проблема лидеров // Стратегия России. — 2006. — № 10. — С. 38—39.
- Вавилина Н. Д. Качество жизни как инструмент инновационного региона // Качество жизни как критерий социальной политики государства и эффективности управления. Сборник научных докладов и статей. — М.: Проспект. — С. 35—51.
- Вавилина Н. Д. Отношение молодёжи к созданию семьи // Наука. Университет. 2013 : материалы 14 ежегод. науч.-практ. конф. преподавателей, аспирантов и студентов, Новосибирск, 22 марта 2013 г.. — Новосибирск: Сибпринт, 2013. — С. 117—121.
- Вавилина Н. Д., Скалабан И. А. Социальное картирование как инструмент формирования общественного участия // Регион: Экономика и Социология. — 2014. — № 1 (81). — С. 145—162.
- Вавилина Н. Д. Социальные проблемы современного развития молодёжи // Актуальные вопросы и достижения современной антропологии: материалы 5 междунар. науч. конф., 17 дек. 2014. — Новосибирск: АНО ВПО Новый сибирский университет, 2014. — С. 32—43.
- Вавилина Н. Д., Скалабан И. А., Осьмук Л. А., Дегтярёва В. В., Серебрянникова О. А. От «зрителей» к «участвующим»: методы диагностики местных сообществ = From observers to participators: methods of local community diagnostics // ПОИСК: Политика. Обществоведение. Искусство. Социология. Культура. — 2015. — № 5 (52). — С. 66—75.
- Вавилина Н. Д., Скалабан И. А. Социальное картирование как инструмент формирования общественного участия // Регион: экономика и социология. — 2014. — Т. 5, № 1. — С. 145—162. — doi:10.1134/S2079970515010116.

### Другое
- Социальный мир молодёжи. Новосибирск. 2012: аналитический доклад / Вавилина Н. Д., Малашенко Я. Ю., Белина С. В. [и др.]; Ком. по делам молодёжи мэрии г. Новосибирска, Новый сибирский ин-т. — Новосибирск: Ком. по делам молодёжи мэрии г. Новосибирска, 2012. — 137 с. — ISBN 978-5-94301-335-5.

## Интервью
- Интервью Вавилина Надежда Дмитриевна; беседовал кор. журнала // Аккредитация в образовании. 2007. № 14. С. 13